# Championnat d'Amérique du Nord et des Caraïbes masculin de handball 2024
Navigation
Mexique 2022 2026
Le Championnat d'Amérique du Nord et des Caraïbes 2024 est la 4e édition de cette compétition. Elle s'est déroulée du 6 au 12 mai 2024 à Mexico au Mexique.
Six équipes s'affrontent d'abord dans un tournoi toutes rondes puis un dernier match fait office de classement final. Cuba remporte un deuxième titre dans la compétition et obtient ainsi sa qualification directe pour le Championnat du monde 2025. À noter qu'en 2018, le Conseil de l'IHF avait octroyé aux États-Unis une invitation pour les Championnats du monde 2025 en vue des Jeux olympiques de 2028 à Los Angeles, le 

## Tour préliminaire
|   | Équipe     | Pts | J | G | N | P | Bp  | Bc  | Diff |
| - | ---------- | --- | - | - | - | - | --- | --- | ---- |
| 1 | Cuba       | 10  | 5 | 5 | 0 | 0 | 175 | 110 | 65   |
| 2 | Mexique PO | 6   | 5 | 3 | 0 | 2 | 138 | 132 | 6    |
| 3 | Groenland  | 6   | 5 | 3 | 0 | 2 | 143 | 137 | 6    |
| 4 | États-Unis | 6   | 5 | 3 | 0 | 2 | 143 | 150 | -7   |
| 5 | Porto Rico | 2   | 5 | 1 | 0 | 4 | 111 | 146 | -35  |
| 6 | Canada     | 0   | 5 | 0 | 0 | 5 | 123 | 158 | -35  |

## Phase finale

### Match pour la5eplace
| 12 mai 13h00 | Porto Rico  | 23–29   | Canada      | Arbitrage : Reyes, Zúñiga |
| 12 mai 13h00 | Ildefonso 8 | (8-16)  | Reinhardt 6 | Arbitrage : Reyes, Zúñiga |
| 12 mai 13h00 | ×6          | Rapport | ×3          | Arbitrage : Reyes, Zúñiga |

### Match pour la3eplace
| 12 mai 15h00 | États-Unis | 25–29   | Groenland       | Arbitrage : Agramonte, de Jesús |
| 12 mai 15h00 | Edwards 6  | (12–15) | Høegh, Møller 5 | Arbitrage : Agramonte, de Jesús |
| 12 mai 15h00 | ×2         | Rapport | ×4              | Arbitrage : Agramonte, de Jesús |

### Finale
| 12 mai 17h00 | Cuba        | 36–21   | Mexique  | Affluence : 279 Arbitrage : Estrada, Pineda |
| 12 mai 17h00 | Rodríguez 8 | (18-10) | Flores 4 | Affluence : 279 Arbitrage : Estrada, Pineda |
| 12 mai 17h00 | ×6          | Rapport | ×1 ×2    | Affluence : 279 Arbitrage : Estrada, Pineda |